# Drava
Drava (nemško Drau, hrvaško Drava, madžarsko Dráva) je reka v Srednji Evropi, desni pritok Donave. Izvira v severovzhodni Italiji na Toblaškem polju v Pustriški dolini pri mestecu San Candido (nemško Innichen) na Južnem Tirolskem blizu meje z Avstrijo. Teče skozi Avstrijo, Slovenijo, Hrvaško, po hrvaško-madžarski meji in se pod Osijekom pri vasi Aljmaš izliva v Donavo. Po dolžini je četrti najdaljši pritok Donave, za Tiso, Prutom in Savo.
Večji levi pritoki so Isel, Mela (nem. Möll), Lieser, Glina (Glan), Krka (Gurk) in Labotnica (Lavant) v Avstriji, Mučka (Mutska) Bistrica, (Selniška) Bistrica in Pesnica v Sloveniji ter Mura na hrvaško-madžarski meji.
Desni pritoki so Zilja (nem. Gail), Bela (Vellach) in Bistrica (Feistritz) v Avstriji, več manjših vodotokov s Pohorja in okolice (Meža, Reka, Cerkvenica, Vuhreščica, Velka, Radoljna, Lobnica, Bistrica), Dravinja, pa tudi Bela iz Haloz v Sloveniji ter Bednja in Karašica na Hrvaškem.

## Opis reke
Drava izvira na severni strani hriba Neunerkogel (it. Cima Nove Dobbiaco, 2642 m) na južnem robu Toblaškega polja, jugozahodno od mesteca San Candido (nem. Innichen). Mimo mesteca teče proti vzhodu po široki, ledeniško preoblikovani Pustriški dolini, po nekaj kilometrih vstopi v Avstrijo in nadaljuje pot po Vzhodni Tirolski do mesta Lienz, kjer dobi z leve prvi večji pritok Isel. Od tu naprej teče po dolini med gorovjema Kreuzeck na severu in Ziljskimi Alpami na jugu, pri Sachsenburgu vstopi v širšo dolino, kjer dobi močan levi pritok Mela (Möll) izpod Velikega Kleka (Großglocknerja) in zavije proti jugovzhodu mimo Špitala.
Pri Beljaku vstopi v širno Celovško kotlino, teče skozi mesto in z desne dobi pritok Ziljo (nem. Gail) iz Ziljske doline. Od tu naprej teče večinoma proti vzhodu blizu severnega vznožja Karavank skozi dvojezični (slovensko-avstrijski) Rož prek niza pretočnih hidroelektrarn in mimo Borovelj/Ferlach v vzhodni del kotline, gričevnato Podjuno z velikim deležem slovenskega prebivalstva. S severa dobi pritoka Glinščica (Glan) in Krka (Gurk), z juga pa Bela (Vellach). Od Velikovca/Völkermarkt naprej vijuga po Podjuni, pri mestu Labot/Lavamünd dobi levi pritok Labotnico (nem. Lavant) iz Labotske doline ter malo niže pri vasi Vič vstopi v Slovenijo.
Pri Dravogradu, kjer se v Dravo steka desni pritok Meža, vstopi reka v slikovito Dravsko dolino med Kozjakom na severu in Pohorjem na jugu in drugo za drugim poganja šest hidroelektrarn. Z obeh strani dobiva številne hudourniške pritoke (mdr. Cerkvenico, Velko, Radoljno, Lobnico s Pohorja ter (Mučko) Bistrico) izpod avstrijske Golice. Od Ruš naprej teče po širši, gosto naseljeni dolini vse do Maribora. Pod mestom je v ledenih dobah nasula obsežen prodni vršaj Dravskega polja (zaščiten kot Krajinski park Drava), v katerega je po koncu zadnje ledene dobe vrezala sedanjo dolino tik ob vznožju Slovenskih goric. Na Ptuju vstopi v prav tako prodno in gosto poseljeno Ptujsko polje, se dotakne gričevnatih Haloz, dobi z desne pritok Dravinjo in malo pred Ormožem še z leve Pesnico.
Pod Ormožem teče Drava še nekaj časa po slovensko-hrvaški meji, nato nadaljuje pot proti vzhodu mimo Varaždina skozi hrvaško Medžimurje. Pri mestu Legrad doseže hrvaško-madžarsko mejo in teče po njej vse do Donjega Miholjca, nato mimo Osijeka do izliva v Donavo. V tem delu je prava ravninska reka in v velikih okljukih vijuga po širni in mokrotni ravnini, prepredeni z opuščenimi rečnimi rokavi ter neprestano prestavlja svoj tok, da državna meja poteka le v manjši meri po sedanji rečni strugi.

## Hidronim in etimologija
Po mnenju etimologov je ime reke predslovanskega izvora  in naj bi se razvilo iz indoevropske besede "dreu" = teči, hiteti. V antičnih virih se reka imenuje Dravus, v kasnejših virih mdr. Drauva (799) ali Trauum (1091, 1221). Starejše nemške oblike imena reke (mdr. Tra, Trau) in sedanje nemško ime (Drau) so nastale iz njenega slovenskega imena.

## Hidrogeografija
Drava je naša najbolj vodnata reka, saj ima obsežno porečje in nekateri njeni pritoki (Isel, Möll, Lieser) dobivajo vodo iz ledenikov v Visokih Turah. V Avstriji in na celotnem toku skozi Slovenijo ima dežno-snežni režim z izrazitim prvim viškom junija (taljenje ledu v najvišjih delih visokogorja in precejšnje količine padavin) in šibkejšim drugim viškom v oktobru (posledica padavin in zmanjšane evapotranspiracije). Najmanj vode ima Drava februarja in januarja, saj v tem času večina padavin pade kot sneg. V obdobju 1971–2000 je imela Drava pri Borlu (skupaj s kanalom za HE Formin) povprečni pretok 284 m3/s. Največji pretok so pri Borlu izmerili pred izgradnjo HE Formin, in sicer 2595 m3/s (5.9.1965).
V zgornjem toku je Drava izrazito hudourniška in ima precejšen strmec, tako da prenaša velike količine proda in drugega plavja, ki se danes v precejšnji meri nabira v zajezitvenih jezerih. Niz hidroelektrarn je temeljito spremenil njene hidrogeografske značilnosti, saj se od Beljaka do Varaždina takorekoč samo preliva iz enega jezera v drugega.
Pred izgradnjo verige hidroelektrarn je Drava zlasti v srednjem in spodnjem toku pogosto poplavljala. Verjetno najhujša poplava je bila zaradi dolgotrajnega in močnega deževja novembra 1851, ko naj bi v Mariboru, po ne povsem zanesljivih podatkih, dosegla pretok 2580 m3/s, kar bi lahko pomenilo celo 1000-letno vodo , saj naj bi za 230 cm presegla najvišji kasnejši vodostaj.
Dravsko dolino med Dravogradom in Mariborom so ponovno prizadele poplave ob koncu septembra in v začetku oktobra 1882: "Poplavna voda je odnašala mostove, gospodarske objekte, hiše, drevje, les in živino. Celo trdno zgrajeni mostovi na Dravi in železniška proga med Mariborom in Dravogradom niso vzdržali pred silovitostjo voda. Ob Dravi in njenih pritokih je bilo porušenih mnogo hiš, žag in mlinov."  Hude poplave so se ob Dravi pojavile še konec leta 1885, ponovne katastrofalne poplave pa 15. septembra 1903  ter 7. in 8. avgusta 1926.
Po izgradnji verige hidroelektrarn se je poplavna nevarnost ob Dravi sicer zmanjšala, vendar kljub temu ljudje ob reki niso povsem varni pred njimi. Ob poplavi 4. in 5. septembra 1965 je Drava zalila skoraj celotno poplavno ravnico od Maribora do Ormoža in v Mariboru dosegla pretok 2280 m3/s. Hudo je bilo spet v začetku oktobra 1998, ko je Drava divjala po Dravski dolini med Dravogradom in Mariborom, razlila se je tudi na več krajih med Mariborom in Zavrčem. Najhuje je bilo v Dupleku, kjer je Drava podrla jez gramoznice in poplavila okoli 350 hiš.
Po zelo deževnem mesecu oktobru je ob Dravi sledila nova katastrofa 5. novembra 2012, ko je Drava v Dravogradu dosegla izjemni pretok 2570 m3/s in povzročila ogromno škodo tako na avstrijskem Koroškem (mdr. je bil poplavljen Labot) kot dolvodno vse od Dravograda do Ormoža. Najhuje je bilo pod Mariborom, zlasti v Malečniku, Dogošah ter Zgornjem in Spodnjem Dupleku in dolvodno od Ptuja. Poplavljeno je bilo okoli 3600 stanovanjskih hiš in 660 gospodarskih objektov, poplavne vode so poškodovale tudi strojnico hidroelektrarne Formin.
V teku so obsežne analize in preiskovalni postopki, da bi ugotovili, v kolikšni meri je poplavni val nastal tudi zaradi neustreznega odziva Verbunda, upravljalca dravskih elektrarn na avstrijskem Koroškem.

## Hidroelektrarne
Zaradi velike vodnatosti in precejšnjega padca je na Dravi niz 21, večinoma pretočnih hidroelektrarn: deset v Avstriji, osem v Sloveniji in tri na Hrvaškem. Najstarejša je Fala, ki so jo začeli graditi že 1913, obratovati pa je začela 1918. Na avstrijskem delu Drave so najprej zgradili hidroelektrarno Schwabegg/Žvabek (1939-1943) v Podjuni, nato pa v 70. in 80. letih dvajsetega stoletja še 9 hidroelektrarn. Z vsemi, razen s prvo v nizu, upravlja podjetje Verbund in pokrivajo okoli 3 % avstrijskih potreb po električni energiji.
Na slovenskem delu Drave je bila gradnja verige elektrarn med Dravogradom in Mariborom zaključena že v 50. letih dvajsetega stoletja, v 90. letih pa so jih vse po vrsti temeljito prenovili in povečali izkoristek. Vseh šest elektrarn je pretočnih, za razliko od zadnjih dveh pod Mariborom, ki so jih zgradili v 60. in 70. letih dvajsetega stoletja (Zlatoličje in Formin) in sta derivacijskega (kanalskega) tipa - ne stojita v strugi Drave, temveč vodo dovajajo na elektrarni po dolgih umetnih kanalih in nato po kanalih nazaj v strugo. Z vsemi osmimi elektrarnami upravlja podjetje Dravske elektrarne Maribor d.o.o., ki je del skupine Holding Slovenske elektrarne d.o.o.
Na hrvaškem delu Drave so v Medžimurju v 70. in 80. letih dvajsetega stoletja zgradili tri derivacijske elektrarne podobnega tipa kot naši dve in delujeta v okviru državnega koncerna HEP (Hrvatska elektroprivreda d.o.o.). V načrtu je gradnja še dveh hidroelektrarn na spodnjem toku (Molve 1 in 2), vendar temu močno nasprotujejo lokalno prebivalstvo in naravovarstveniki, saj naj bi spodnji tok Drave v prihodnje vključili v Naturo 2000.
| Hidroelektrarna                               | Država | Instalirana moč (MW) | Začetek obratovanja | Upravljavec |
| --------------------------------------------- | ------ | -------------------- | ------------------- | ----------- |
| Amlach                                        | A      | 60                   | 1989                | TIWAG       |
| Paternion                                     | A      | 24                   | 1989                | Verbund     |
| Kellerberg                                    | A      | 25                   | 1986                | Verbund     |
| Villach (Beljak)                              | A      | 25                   | 1984                | Verbund     |
| Rosegg-St. Jakob/ Rožek-Šentjakob v. R.       | A      | 80                   | 1975                | Verbund     |
| Feistritz-Ludmannsdorf/ Bistrica v R.-Bilčovs | A      | 88                   | 1969                | Verbund     |
| Ferlach-Maria Rain/ Borovlje-Žihpolje         | A      | 75                   | 1976                | Verbund     |
| Annabrücke                                    | A      | 90                   | 1982                | Verbund     |
| Edling                                        | A      | 68                   | 1962                | Verbund     |
| Schwabegg/Žvabek                              | A      | 79                   | 1944                | Verbund     |
| Lavamünd (Labot)                              | A      | 28                   | 1950                | Verbund     |
| Dravograd                                     | SLO    | 26                   | 1944/1955           | DEM         |
| Vuzenica                                      | SLO    | 56                   | 1957                | DEM         |
| Vuhred                                        | SLO    | 72                   | 1958                | DEM         |
| Ožbalt                                        | SLO    | 73                   | 1960                | DEM         |
| Fala                                          | SLO    | 58                   | 1918                | DEM         |
| Mariborski otok                               | SLO    | 60                   | 1948/1960           | DEM         |
| Zlatoličje                                    | SLO    | 126                  | 1969                | DEM         |
| Formin                                        | SLO    | 116                  | 1978                | DEM         |
| Varaždin                                      | HR     | 94                   | 1975                | HEP         |
| Čakovec                                       | HR     | 76                   | 1982                | HEP         |
| Dubrava                                       | HR     | 76                   | 1989                | HEP         |

TIWAG = TIWAG Tiroler Wasserkraft AG (spletna stran podjetja v nemščini)
VERBUND = VERBUND Hydro Power AG Arhivirano 2016-07-08 na Wayback Machine. (spletna stran podjetja v nemščini)
DEM = Dravske elektrarne Maribor d.o.o. Arhivirano 2018-01-28 na Wayback Machine. (spletna stran podjetja)
HEP = Hrvatska elektroprivreda d.d. Arhivirano 2016-06-25 na Wayback Machine. (spletna stran podjetja v hrvaščini)

## Ljudje in reka
Izgradnja verige hidroelektrarn po drugi svetovni vojni je povsem spremenila zunanjo podobo in gospodarstvo Dravske doline med Dravogradom in Mariborom. Na Dravi sicer ni bilo veliko žag in mlinov, saj je bila prevelika in predivja, pač pa so bili nameščeni v velikem številu ob spodnjem toku dravskih potokov. Nekateri lesni obrati so prerasli v industrijske, npr. tovarna lepenke v Podvelki (ustanovljena 1930) ali tovarna vžigalic ob spodnjem toku Lobnice v Rušah, ki je prenehala obratovati leta 1930.
Splavarstvo je bilo na Dravi verjetno razvito že v 14. st., najbolj je cvetelo v 19. st., do izgradnje dravske železnice, povsem pa je zamrlo ob začetku druge svetovne vojne. Poleg desk in drugega žaganega lesa so prevažali še strešne letve, okenske in vratne okvire, vinogradniške kole, skodle, apno idr., in sicer do Maribora, Ptuja in Varaždina ter naprej po Dravi in Donavi do Pančeva. Poleg splavov so za prevoz blaga uporabljali tudi doma zgrajene čolne, imenovane šajke, s katerimi so po reki navzdol poleg lesa vozili še kovinske izdelke, apno in druge izdelke.
Življenje dravskih splavarjev je v romanu Na splavih opisal pisatelj Anton Ingolič (1940).
Drava je bila nekoč tudi zlatonosna reka, zlato je prinašala iz metamorfnih kamnin v Visokih Turah. Ponekod na avstrijskem Koroškem in na Hrvaškem je bilo spiranje zlata precej razširjeno, s to dejavnostjo so se ukvarjali tudi na Slovenskem vse do leta 1940.
V spodnjem toku je Drava plovna za manjše rečne ladje od mesta Barcs navzdol do izliva v Donavo (199 km), vendar je tovorni promet skromen. Od Barcsa do Osijeka ima reka status hrvaško-madžarske meddržavne plovne poti, od Osijeka navzdol (19 km) je Drava mednarodna plovna pot. Pristanišča so Barcs, Belišće in Osijek.
Turistične ladjice vozijo turiste v Beljaku, Velikovcu, Mariboru in po Ptujskem jezeru. Med ljubitelji vodnih športov je priljubljen zgornji tok Drave od Lienza do Paterniona.
Od izvira Drave do Legrada na Hrvaškem je ob reki speljana mednarodna Dravska kolesarska pot R1 (nem. Drauradweg), ki poteka večinoma po lokalnih in gozdnih cestah ter poteh.

## Varstvo narave
Struga Drave je v naravnem stanju takorekoč samo v spodnjem toku, od izliva Mure navzdol. V zgornjem toku je večinoma regulirana in omejena z nizkimi protipoplavnimi nasipi, tako da teče le skozi ozek pas obvodnega rastja, obdanega s travniki in pašniki.
Tudi v Sloveniji je sedanja Drava z nizom zajezitvenih jezer nekaj povsem drugega kot nekdanja deroča reka, zlasti v brezenski soteski med Breznom in Falo, kjer so nekoč plovbo splavov in šajk ogrožale nevarne skale v strugi. Ena najhujših nesreč se je zgodila v noči z 9. na 10. julij 1923, ko se je utrgala žica brezenskega broda in so v reki utonili štirje ljudje: Miroslav Volčič, dolgoletni župnik na Breznu, Janko Baznik, župnik pri Sv. Trojici v Halozah in dva bogoslovca iz mariborskega semenišča.
Kljub energetski rabi ostaja Drava pomembna tudi z naravovarstvenega vidika, saj so ob njej bogati obvodni habitati, ki jim tekoča voda daje izjemno zmožnost prilagajanja človekovim posegom.
Dravograjsko jezero je sicer umetno jezero za jezom HE Dravograd, vendar so ob njem nastala pomembna mokrišča z bogatim živim svetom. Tu so pomembna drstišča rib, stalno ali občasno živi na jezeru okoli 150 vrst ptic, tu si je našla dom kolonija bobrov, številne so tudi botanične zanimivosti.
Za jezom v Markovcih je na Dravi okoli 3,5 km2 veliko Ptujsko jezero, iz katerega odvajajo vodo po umetnem kanalu za HE Formin. Z njim je mesto dobilo obsežno vodno površino, ki je pomembna za različne oblike rekreacije ob in na vodi (veslanje, jadranje, deskanje) ter za ribolov. Na jezeru in ob njem stalno ali občasno živi več kot 200 vrst ptic, ki sta jim namenjena tudi dva majhna otočka v jezeru; pomembno je tudi kot počivališče za ptice med jesensko in spomladansko selitvijo.
Dolvodno od jezu je v kotu med strugo Drave in Dravinjo na desnem bregu Drave krajinski park Šturmovci, ustanovljen 1979 in velik 1,25 km2. Značilno zanj je prepletanje poplavnih gozdov, mrtvih rokavov in travnikov z bogatim živim svetom, kjer mdr. gnezdi okoli 90 vrst ptic, tam je življenjski prostor kačjih pastirjev in metuljev in več kot 500 rastlinskih vrst. Izgradnja hidroelektrarne Formin, ki odvzema večino vode iz dravske struge pod Ptujskim jezerom, je močno spremenila to življenjsko okolje, zlasti za vrste, ki živijo v in ob strugah dinamičnih vodotokov. Odtlej puščajo v dravski strugi samo t. i. ekološko sprejemljiv pretok (biološki minimum; ok. 5–10 m3/s) ter presežke visokih voda , kot npr. ob poplavi 5. novembra 2012.
Obsežni deli poplavne ravnice na levi (madžarski) strani Drave so zavarovani kot narodni park Donava-Drava (madž. Duna-Dráva Nemzeti Park). V njem varujejo zelo raznolike habitate z bogatim živalskim in rastlinskim svetom, od prodišč v rečni strugi do mokrišč, mrtvih rokavov z mrtvicami, poplavnih gozdov in mokrotnih travnikov.